# Еспера
Еспера (ісп. Espera) — муніципалітет в Іспанії, у складі автономної спільноти Андалусія, у провінції Кадіс. Населення — 3969 осіб (2010).
Муніципалітет розташований на відстані близько 430 км на південний захід від Мадрида, 60 км на північний схід від Кадіса.

## Демографія
Динаміка населення (INE ):

## Галерея зображень

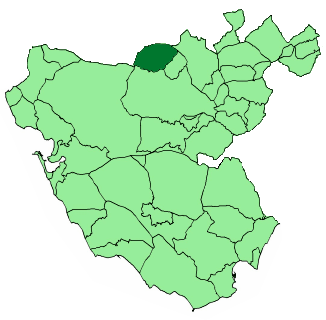
Розташування муніципалітету у провінції Кадіс
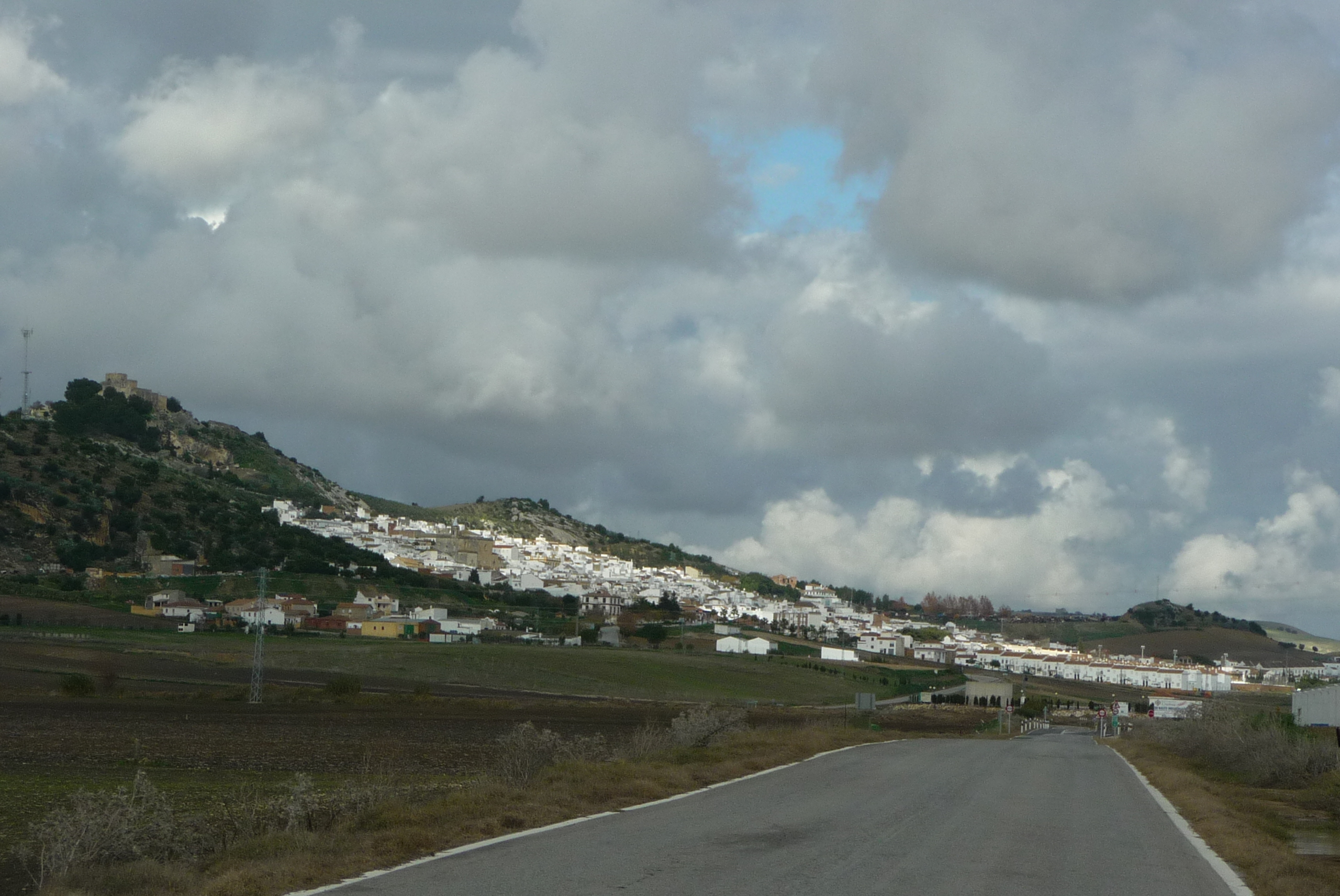
Еспера
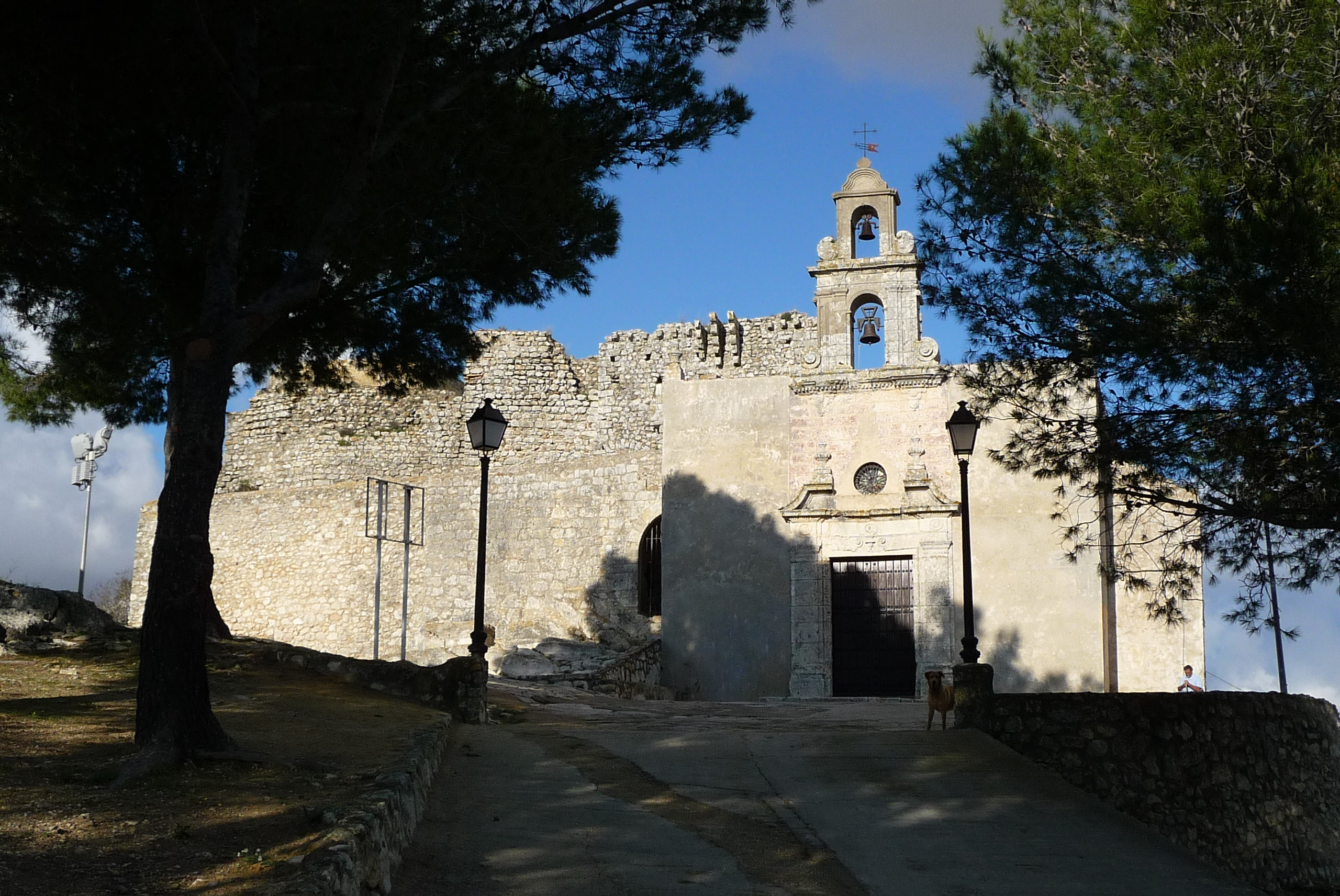
Замок